# Mật vụ Snowden
Mật vụ Snowden (tên gốc tiếng Anh: Snowden) là một bộ phim tiểu sử, giật gân chính trị của Anh-Đức 2016 do Oliver Stone đạo diễn kiêm viết kịch bản với Kieran Fitzgerald, dựa trên cuốn sách The Snowden Files của Luke Harding và Time of the Octopus của Anatoly Kucherena. Phim tái hiện lại cuộc đời của Edward Snowden, từ lúc phục vụ trong quân đội đến khi tiết lộ bí mật về chương trình do thám của NSA. Diễn viên Joseph Gordon-Levitt thủ vai nhân vật chính Edward Snowden; ngoài ra phim còn có sự góp mặt của các diễn viên Shailene Woodley, Melissa Leo, Zachary Quinto, Tom Wilkinson, Scott Eastwood, Logan Marshall-Green, Timothy Olyphant, Ben Schnetzer, LaKeith Lee Stanfield, Rhys Ifans và Nicolas Cage. Quá trình quay phim bắt đầu ngày 16 tháng 2 năm 2015 tại Munich, Đức. Phim được Open Road Films chính thức công chiếu tại Hoa Kỳ vào ngày 16 tháng 9 năm 2016 và tại Đức vào ngày 22 tháng 9. Phim khởi chiếu tại Việt Nam cùng ngày với Hoa Kỳ 16 tháng 9.

## Diễn viên
- Joseph Gordon-Levitt vai Edward Snowden

(Edward Snowden cũng có xuất hiện trong đoạn phỏng vấn ở cuối phim)
- Melissa Leo vai Laura Poitras
- Zachary Quinto vai Glenn Greenwald
- Melissa Leo vai Laura Poitras
- Tom Wilkinson vai Ewen MacAskill
- Scott Eastwood vai Trevor James
- Logan Marshall-Green vai Male Drone Pilot
- Timothy Olyphant vai Điệp viên CIA Geneva
- Ben Schnetzer vai Gabriel Sol
- LaKeith Lee Stanfield vai Patrick Haynes
- Rhys Ifans vai Corbin O’Brian
- Nicolas Cage vai Hank Forrester
- Joely Richardson vai Janine Gibson
- Robert Firth vai Dr. Stillwell
- Ben Chaplin vai Robert Tibbo